# Эль-Серрат
Эль-Серрат (кат. El Serrat) — деревня в Андорре, на территории общины Ордино.
Расположена на северо-западе страны, на высоте 1540 м над уровнем моря, недалеко от истока реки Северная Валира, одного из двух рукавов реки Валира. Развит туризм.
Население деревни по данным на 2014 год составляет 183 человека.
Динамика численности населения:
| 2007 | 2008 | 2009 | 2010 | 2011 | 2012 | 2013 | 2014 |
| ---- | ---- | ---- | ---- | ---- | ---- | ---- | ---- |
| 109  | 124  | 138  | 149  | 138  | 153  | 167  | 183  |